# Бывшие посёлки городского типа Челябинской области
Бывшие посёлки городского типа Челябинской области — посёлки городского типа (рабочие и дачные), потерявшие этот статус в связи с административно-территориальными преобразованиями.

## А
- Агаповка — пгт с 1942 года. Преобразован в сельский населённый пункт в 1991 году.
- Аргаяш — пгт с 1928 года. Преобразован в сельский населённый пункт в 1991 году.
- Аша — пгт с 1928 года. Преобразован в город в 1933 году.

## Б
- Бажово — пгт с 1988 года. Включён в состав города Копейск в 2004 году.
- Бакал — пгт с 1928 года. Преобразован в город в 1951 году.
- Балканы — преобразован в сельский населённый пункт в 1962 году.
- Бреды — пгт с 1940 года. Преобразован в сельский населённый пункт в 1992 году.

## В
- Вахрушево — пгт с 1980 года. Включён в состав города Копейск в 2004 году.
- Верхний Уфалей — пгт с 1928 года. Преобразован в город в 1944 году.
- Вязовая — пгт с 1928 года. Преобразован в сельский населённый пункт в 2004 году.

## Г
- Горняк — пгт с 1984 года. Включён в состав города Копейск в 2004 году.

## Е
- Еманжелинка — пгт с 1932 года. Преобразован в город Еманжелинск в 1951 году.

## Ж
- Железнодорожный — пгт с 1980 года. Включён в состав города Копейск в 2004 году.

## К
- Карабаш — пгт с 1928 год. Преобразован в город в 1933 году.
- Карталы — пгт с 1933 года. Преобразован в город в 1944 году.
- Касли — пгт с 1929 года. Преобразован в город в 1942 году.
- Катав-Ивановский — пгт с 1928 года. Преобразован в город Катав-Ивановск в 1939 году.
- Копи — пгт с 1928 года. Преобразован в город Копейск в 1933 году.
- Коркино — пгт с 1932 года. Преобразован в город в 1942 году.
- Куса — пгт с 1928 года. Преобразован в город в 1943 году.
- Кыштым — пгт с 1926 года. Преобразован в город в 1934 году.

## Л
- Ленинск — пгт с 1946 года. Преобразован в сельский населённый пункт в 2004 году.

## М
- Мелентьевский — пгт с 1938 года. Включён в состав города Миасс в 1959 году.
- Миасс — пгт с 1938 года. Включён в состав города Миасс в 1959 году.
- Миньяр — пгт с 1928 года. Преобразован в город в 1943 году.

## Н
- Нижний Уфалей — пгт с 1928 года. Преобразован в сельский населённый пункт в 2004 году.
- Новогорный — пгт с 1954 года. Преобразован в сельский населённый пункт в 2005 году.
- Новосинеглазовский — пгт с 1957 года. Включён в состав города Челябинск в 2004 году.
- Ново-Троицкий — пгт с 1938 года. Включён в состав города Пласт в 1940 году.
- Нязепетровск — пгт с 1932 года. Преобразован в город в 1944 году.

## О
- Октябрьский — пгт с 1979 года. Включён в состав города Копейск в 2004 году.

## П
- Первомайский — пгт с 1956 года. Включён в состав города Коркино в 2022 году[1][2].
- Пласт — пгт с 1929 года. Преобразован в город в 1940 году.
- Полетаево — пгт с 1973 года. Преобразован в сельский населённый пункт в 2008 году.
- Потанино — пгт с 1988 года. Включён в состав города Копейск в 2004 году.

## Р
- Роза — пгт с 1981 года. Включён в состав города Коркино в 2022 году[1][2].
- Рудничный — рабочий посёлок в 1942-1951 годах. В 1951 году в месте с рабочим посёлком Бакал был объединен в один населённый пункт город Бакал[3].

## С
- Сатка — пгт с 1928 года. Преобразован в город в 1937 году.
- Северный — пгт с 1938 года. Преобразован в сельский населённый пункт в 1960 году.
- Сим — пгт с 1928 года. Преобразован в город в 1942 году.
- Синий Шихан — пгт с 1940 года (входил в состав Чкаловской области), преобразован в сельский населённый пункт в 1955 году и передан в состав Челябинской области.
- Старокамышинск — пгт с 1984 года. Включён в состав города Копейск в 2004 году.

## Т
- Тайгинка — пгт с 1960 года. Преобразован в сельский населённый пункт в 2004 году.
- Тимирязевский — пгт с 1984 года. Преобразован в сельский населённый пункт в 1991 году.
- Тургояк — пгт с 1943 года. Преобразован в сельский населённый пункт в 2004 году.

## У
- Увельский — пгт с 1944 года. Преобразован в сельский населённый пункт в 1992 году.
- Усть-Катавский — пгт с 1928 года. Преобразован в город Усть-Катав в 1942 году.

## Ф
- Фёдоровка — пгт с 1962 года. Включён в состав города Челябинск в 2004 году.

## Ч
- Чебаркуль — пгт с 1942 года. Преобразован в город в 1951 году.
- Черемшанка — пгт с 1945 года. Преобразован в сельский населённый пункт в 2004 году.

## Ю
- Южноуральск — пгт с 1950 года. Преобразован в город в 1963 году.
- Юрюзань — пгт с 1928 года. Преобразован в город в 1943 году.